# Evolució dels dispositius d'emmagatzematge
Un  dispositiu d'emmagatzematge  és qualsevol instrument computacional que és capaç d'emmagatzemar dades o qualsevol tipus d'informació. Històricament s'ha usat el paper com a mètode més comú, però actualment és possible emmagatzemar digitalment en un  CD  per exemple, les dades que cabrien en milers de carpetes arxivades. Al llarg de la història s'ha buscat el camí de trobar el sistema més petit físicament i amb més capacitat per a emmagatzemar més dades i tractar-les ràpidament.

## Microxip
També conegut com a circuit integrat. Es va desenvolupar per primera vegada el 1958 per l'enginyer Jack Kilby just mesos després d'haver estat contractat per la firma Texas Instruments. Es tractava d'un dispositiu de germani que integren sis transistors en una mateixa base semiconductora per formar un oscil·lador de rotació de fase. L'any 2000, Kilby va obtenir el Premi Nobel de Física per la contribució del seu invent al desenvolupament de la tecnologia de la informació.
Un microxip és una pastilla molt prima on hi ha milers o milions de dispositius electrònics interconnectats, principalment díodes i transistors, i també components passius com resistència o Capacitor. La seva àrea pot ser de 1cm2 o inferior. Els microxips són potser els sistemes d'emmagatzematge més empleats, avui en dia s'utilitzen més dels ordinadors, en els telèfons mòbils, electrodomèstics, joguines amb algun component electrònic, etc.
El transistor actua com interruptor. Pot encendre o apagar electrònicament o amplificar corrent. S'usa en ordinadors per a emmagatzemar informació o en amplificadors per augmentar el volum de so. Les resistències limiten el flux d'electricitat i ens permeten controlar la quantitat de corrent que flueix, això es fa servir per exemple per controlar el volum d'un televisor o ràdio.
El desenvolupament del microxip és especialment important en la història, ja que és una cosa increïblement petit que pot emmagatzemar quantitat de dades immenses, que fa anys era impensable. Es necessita un desenvolupament a nivell microscòpic per dissenyar els microxips.
El primer ordinador que va usar microxips va ser un IBM llançat el 1965, anomenat sèrie 360. Aquestes computadores es consideren de la tercera generació d'ordinadors, i substituir per complet a les de segona generació, introduint una manera de programar que encara es manté en grans ordinadors d'IBM.

## Memòria RAM (Random Access Memory)
La Memòria d'Accés Aleatori, o RAM (acrònim anglès de  Random Access Memory ), és una memòria de semiconductor, en la qual es pot tant llegir com escriure informació. És una memòria volàtil, és a dir, perd el seu contingut al desconnectar de l'electricitat.
La memòria RAM és el component d'emmagatzematge més important d'un ordinador actual, al costat del disc dur. Amb l'arribada dels ordinadors d'escriptori, calia idear un sistema d'emmagatzematge que no ocupés espai, ja que els ordinadors d'escriptori es van idear perquè caben en una taula d'oficina. La memòria RAM es forma a partir de microxips amb entrades de memòria. La memòria és emmagatzemada en aquestes entrades de manera aleatòria, d'aquí el seu nom. La memòria RAM és un dels components informàtics que més ha evolucionat en els darrers vint anys. Si a finals dels 80 la capacitat de les memòries RAM rondaven els 4 MB, ara el més normal és comprar-se un ordinador amb almenys 1024 MB, (1 GB). Normalment s'ha anat avançant en una quantitat de MB igual a potències de 2. A mitjans dels 90, amb l'arribada de Windows 95, els ordinadors van començar a utilitzar memòries de 16 MB de RAM, més tard de 32, 64, 128 ... fins als Pentium 4 i utilitzant Windows XP, on es recomana com a mínim 256 gb de ROM, encara que avui en dia el normal és que utilitzin 1 gigabyte o més.

## Disc dur
Els discs durs es fan servir en ordinadors d'escriptori, portàtils i unitats d'emmagatzematge de maneig més complex (ex: CEL <edita això !). El disc dur és el component que s'encarrega d'emmagatzemar totes les dades que volem. Mentre que la memòria RAM actua com a memòria "de suport" (com a variable que emmagatzema i perd informació segons es van processant dades), el disc dur emmagatzema permanentment la informació que li posem, fins que se suprimeix. Generalment, el primer que es grava en un disc dur és el sistema operatiu que farem servir en el nostre ordinador. Un cop tenim instal·lat el sistema operatiu al disc dur, podem fer servir tots els programes que vulguem que hi hagi instal·lats, i tota la informació que vulguem desar s'emmagatzemarà al disc dur. En el disc dur emmagatzemem qualsevol cosa, com documents, imatge, so, programes, vídeos, fitxers, etc.
Els discs durs també han evolucionat moltíssim en els darrers vint anys, sobretot ampliant la seva capacitat

## Dispositius portàtils
A més dels dispositius fixos que hi ha com a components en un ordinador, hi ha altres que poden introduir i treure en qualsevol ordinador. Aquests sistemes són realment útils per a transportar informació entre dos o més ordinadors.
- Disquet

També anomenat disquet (floppy disk en anglès). A simple vista és una peça quadrada de plàstic, a l'interior es troba el disc. És un disc circular flexible i magnètic, bastant fràgil. Els disquets s'introdueixen en l'ordinador mitjançant la disquetera.
En els anys 80 van gaudir de gran popularitat. Els programes informàtics i els videojocs per a PC es distribuïen en aquest format. Ja que en aquella època els programes i jocs no arribaven ni a 1 MB, cabien perfectament en els disquets. En el seu moment va existir un disquet rectangular, i més tard va aparèixer el disquet de 3 1/2 polzades, el popular disquet quadrat. En els noranta, els programes van començar a ocupar més memòria, pel que en alguns casos es necessitaven diversos disquets per completar una instal·lació.
El disquet és un sistema d'emmagatzematge magnètic, igual que els cassets o els discs durs, i tot i que han gaudit de gran popularitat des dels 80 fins ara, però ja són obsolets. De fet, alguns ordinadors ja surten de fàbrica sense disquetera, ja que els disquets s'han quedat petits pel que fa a capacitat i velocitat. Tenint en compte el que ocupen els programes actuals, un disquet avui en dia només serveix per emmagatzemar alguns documents de text, imatges i presentacions.
- CD-ROM

És un disc compacte (de l'anglès: Compact Disc - Read Only Memory). Es tracta d'un disc compacte (no flexible com els disquets) òptics emprats per emmagatzemar informació no volàtil, és a dir, la informació introduïda en un CD en principi no es pot esborrar. Una vegada un CD és escrit, no pot ser modificat, només llegit (d'aquí el seu nom, Read Only Memory). Un CD-ROM és un disc de plàstic pla amb informació digital codificada en espiral des del centre fins a la vora. Van ser llançats a mitjans dels 80 per companyies de prestigi com Sony i Philips. Microsoft i Apple van ser dues de les grans companyies informàtiques que la van utilitzar en els seus començaments. És un dels dispositius d'emmagatzematge més utilitzats. De fet, va ser el substitut dels cassets per emmagatzemar música, i dels disquets per emmagatzemar altres tipus de dades.
Hi ha diversos tipus de CD-ROM. Els clàssics mesuren uns 12 centímetres de diàmetre, i generalment poden emmagatzemar 650 o 700 MB d'informació. No obstant això en els darrers anys també s'han dissenyat CD-ROMS amb capacitats de 800 o 900 MB. Si tenim en compte la capacitat en minuts de música, serien 80 minuts els de 700 MB, per exemple. També hi ha discos de 8 cm amb menys capacitat, però ideals per emmagatzemar programari relativament petit. Generalment s'utilitzen per gravar programari, drivers, etc. de perifèrics o similars, encara que també s'usen per a transportar dades normalment com els CD normals.
El principal avantatge del CD-ROM és la seva versatilitat, la seva comoditat de maneig, les seves petites dimensions (sobretot de gruix). No obstant això els seus principal inconvenient és que no poden manipular les dades emmagatzemades en ell. Per tal de solucionar aquest problema van aparèixer els CD-RW, o CD regravable. Les seves característiques són idèntiques als CD normals, però amb la peculiaritat que poden ser escrits tantes vegades com es vulgui. Els CD són llegits per lectors de CD, que inclouen un làser que va llegint dades des del centre del disc fins a la vora. El sistema és semblant al de les targetes perforades. Mentre que una targeta perforada és clarament visible seus forats, en un cd també s'inclouen micro perforacions que són imperceptibles a primera vista, ja que són microscòpiques. A l'hora d'escriure en un CD, s'utilitza el sistema binari amb perforació o no perforació (zeros i uns).
- DVD

El creixement tecnològic a la informàtica és tan gran que fins i tot els CD s'han quedat petits. Si fa 10 anys els disquets s'havien quedat petit i semblava que un CD era una cosa massa "gran", alguna cosa ha canviat, ja que totes les aplicacions, ja siguin programes, sistemes operatius o videojocs, ocupen molta més memòria. Dels tradicionals 700 MB de capacitat d'un CD es van passar als 4,7 GB d'un DVD. La primera ràfega de vendes de DVD van aparèixer per format vídeo, per substituir els clàssics VHS. Els avantatges dels DVD eren clares, a més capacitat, millor qualitat es pot emmagatzemar. I millor es conserven les dades, ja que les cintes magnètiques dels videocassets eren fàcilment desgastades. Un DVD és molt més durarero, la seva qualitat d'imatge és millor i també la qualitat de so. Les pel·lícules en DVD van començar a popularitzar a finals dels anys 90.
No obstant això en aquests anys encara els CD eren els més populars a nivell informàtic. Un videojoc solia ocupar uns 600MB d'instal·lació, de manera que fàcilment cabia en un CD. Però a poc a poc els videojocs i altres programes van començar a ocupar més, ja que a mesura que va avançant la tecnologia de dades, gràfics, etc. més memòria es necessita. Alguns videojocs arribaven a ocupar 4 o 5 cds, el que feia molt incòmode la seva manipulació. Finalment s'ha decidit per fi que aquells programes que ocupen més memòria del que cap en un CD, sigui emmagatzemat en un DVD. Els DVD són més cars que els CD, encara que a poc a poc s'estan fent amb el mercat. Potser siguin els substituts definitius dels CD, encara que per ara aquests últims no estan decaient en absolut. La venda de CD verges continua sent aclaparadora. No obstant això s'ha disparat la venda de DVD, ja que cada vegada més la gent comença a gravar més dades i lògicament es busca el menor espai possible. I si en un DVD es poden emmagatzemar sis pel·lícules, millor fer servir sis CD.
També hi ha els DVD-R, ja que igual que els CD, el DVD normal és de només lectura. Però amb la lliçó apresa dels CD, es van dissenyar els DVD regravables. A més, fa uns anys que existeixen els DVD de doble capa. Aquest tipus de DVD segueixen llegint per una cara, però amb doble capa de dades. Però també hi ha DVD que es poden llegir per les dues cares. N'hi ha de doble cara i una capa, però si el DVD és de doble cara i doble capa per cada una, la capacitat arriba als 17 gb. No obstant això encara aquests sistemes s'utilitzen mínimament, són molt cars, però segurament algun dia substituiran els actuals CD.
- Memòria USB

La memòria USB va ser inventada el 1998 per IBM, però no va ser patentada per ell. El seu objectiu era substituir els disquets amb molta més capacitat i velocitat de transmissió de dades. Encara que actualment en un CD o DVD es pot emmagatzemar memòria per després esborrar i manipular, el més còmode i usat són les memòries USB. Són petits dispositius de la mida d'un encenedor que actuen pràcticament com un disquet, però amb una capacitat molt més gran, que actualment van des dels 64 mb a diversos gigabytes. El seu principal avantatge és la seva mida petita, la seva resistència (la memòria en si està protegida per una carcassa de plàstic com un encenedor) i la seva velocitat de transmissió, molt més ràpid que els disquets.
Actualment està molt de moda aquest tipus de dispositius, sobretot entre joves o oficinistes, ja que gràcies a les seves mida i forma reduïdes poden servir de clauer per exemple, i el més important, amb el sistema operatiu Windows XP, només hi ha de connectar a l'ordinador i utilitzar-lo sense més complicacions. A més hi ha altres aparells com els reproductors de MP3 que utilitzen les mateixes característiques. Poden emmagatzemar qualsevol tipus de dada, però la seva principal característica és que els fitxers de música en format mp3 i wma sobretot, són reconeguts i processats per ser escoltats a través d'uns auriculars connectats a l'aparell. Això és doncs, un substitut del walkman. Però a més cada vegada estan apareixent nous dissenys que són capaços d'emmagatzemar i desenes de gigabytes (milers de cançons) i també vídeo, que amb una petita pantalla poden ser visualitzats.